# Duanwu
Duanwu (kinesiska: 段屋, 段屋乡) är en socken i Kina. Den ligger i provinsen Jiangxi, i den sydöstra delen av landet, omkring 300 kilometer söder om provinshuvudstaden Nanchang. Antalet invånare är 17910. Befolkningen består av 9 532 kvinnor och 8 378 män. Barn under 15 år utgör 36 %, vuxna 15-64 år 55 %, och äldre över 65 år 8,0 %.
Genomsnittlig årsnederbörd är 1 965 millimeter. Den regnigaste månaden är maj, med i genomsnitt 358 mm nederbörd, och den torraste är oktober, med 19 mm nederbörd.